# Světové hry 2025
Světové hry 2025 budou dvanáctým ročníkem Světových her, nejvýznamnější mezinárodní soutěže v neolympijských sportech. Budou se konat od 7. srpna do 17. srpna 2025 v čínském městě Čcheng-tu. Účastnit se budou i čeští sportovci.
Poprvé se bude soutěžit také v kategorii esportu.